# 默爾斯貝格山
47°11′13″N 11°37′11″E / 47.18694°N 11.61972°E

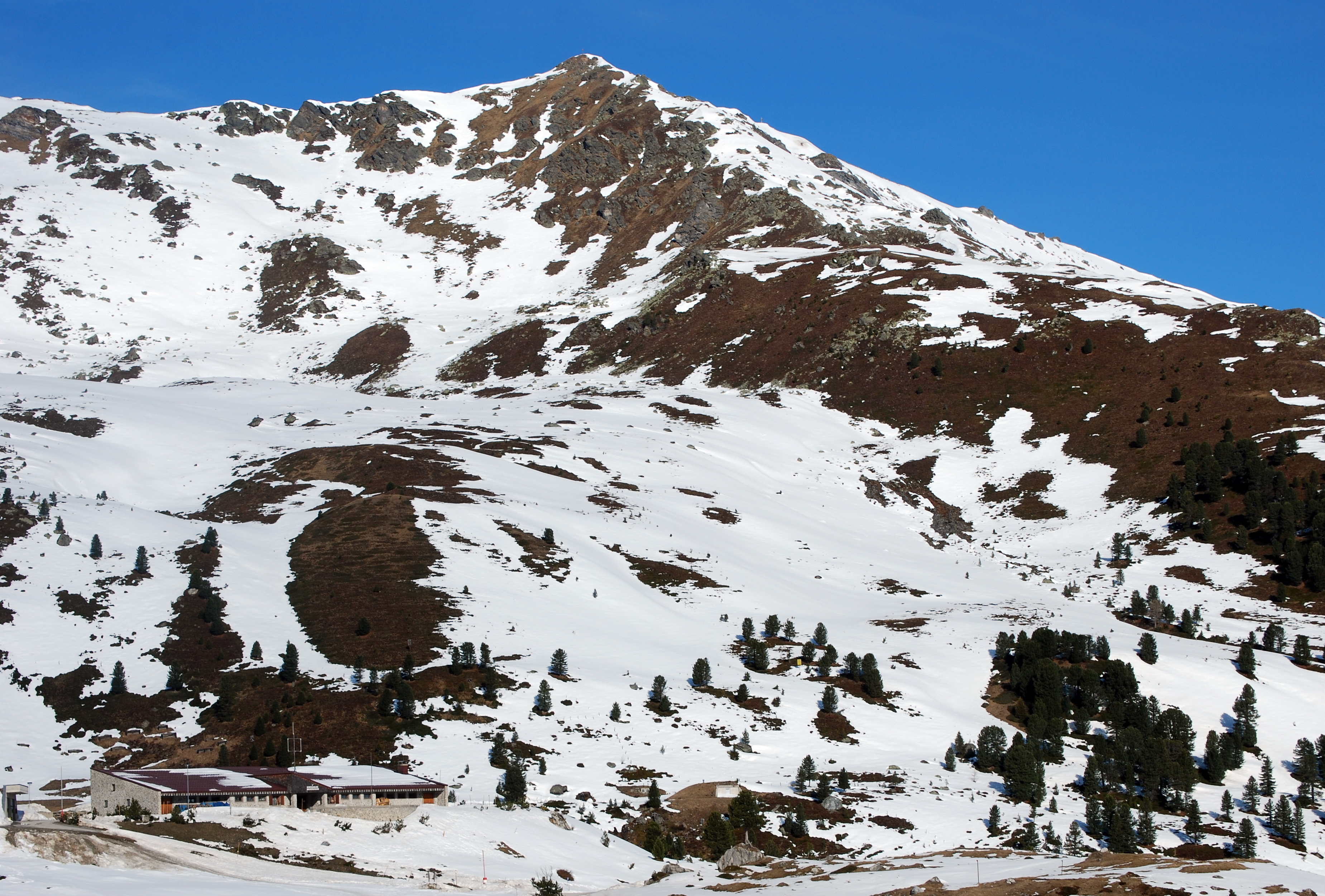

默爾斯貝格山（德語：Mölsberg），是奧地利的山峰，位於該國西部，由蒂羅爾州負責管轄，屬於圖克斯山的一部分，處於因斯布魯克縣境內，海拔高度2,479米。